# Am2pm
Am2pm är en hiphop-/R&B grupp. Den grundades av de två rapparna Adesse och Marvin i Berlin.

## Diskografi

### Singlar
- Dance With Me, 13 april 2007
- My Business, 7 september 2007